# 大島喜一郎
大島 喜一郎（おおしま きいちろう、1891年（明治24年）1月25日 - 1980年（昭和55年））は、日本の政治家。栃木県矢板市長を務めた。

## 経歴
矢板村幸岡に生まれる。塩谷郡書記などを経て、1944年（昭和19年）に矢板町助役に就任。1947年（昭和22年）4月から1951年（昭和26年）4月まで塩谷郡選出の栃木県議会議員を務めた。
1955年（昭和30年）2月17日、合併に伴う矢板町長選挙が行われ、大島がいずれも元矢板町長の高柳宰正と高橋保平を破り当選した。1958年（昭和33年）11月1日、矢板町の市制施行に伴い矢板市長に就任し、市長は1959年（昭和34年）2月16日まで務めた。町長および市長在任中には公共施設の整備や合併後の地域の一体化に努力した。
1980年（昭和55年）、死去した。